# مطار يايسي باما
مطار يايسي باما (بالصينية: 百色巴马机场)(إياتا: AEB، إيكاو: ZGBS) مطار عسكري/عام يقع بمدينة Tianyang في الصين. يبلغ طول المدرج 2500 م ويرتفع عن سطح البحر 45 م. يقع المطار في مقاطعة تيانيانغ ، على بعد 48 كيلومترًا (30 ميلًا) من وسط المدينة. بني لأول مرة في عام 1965 باسم مطار تيانيانغ العسكري. بدأ توسيع المطار في عام 2005 باستثمار قدره 57 مليون يوان، وأعيد افتتاحه باسم مطار بايس يوجيانغ في ديسمبر 2006. في 8 سبتمبر 2013 أعيدت تسميته إلى مطار باما.

## شركات الطيران والوجهات
| شركـات طيـران             | الوجهات                                                                  |
| ------------------------- | ------------------------------------------------------------------------ |
| خطوط شرق الصين الجوية     | مطار تشونغتشينغ جيانغبى الدولي، مطار شانغهاي بودنغ الدولي                |
| Colorful Guizhou Airlines | مطار قوييانغ لونغدونغابو الدولي، مطار شينزين باوان الدولي                |
| خطوط هاينان الجوية        | مطار تشنغدو تيانفو الدولي، مطار قوانغتشو باييون الدولي، Yulin (Guangxi) ‏ |

## وصلات خارجية
- http://www.flightstats.com/go/Airport/airportDetails.do?airportCode=AEB